# Jean Baptiste Senderens

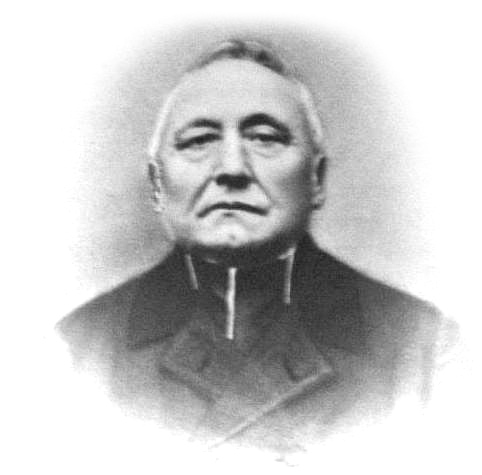
Jean Baptiste Senderens

Jean Baptiste Senderens (* 27. Januar 1856 in Barbachen, französische Pyrenäen; † 27. September 1937 ebenda) war ein französischer Chemiker und Priester, bekannt als Pionier der Katalytischen Hydrierung in der Organischen Chemie mit Paul Sabatier, der dafür den Nobelpreis erhielt.

## Leben
Senderens studierte ab 1880 am Collège de Garaison (einer Schule der Missionare der Unbefleckten Empfängnis), was er unterbrechen musste, um seine Geschwister in seiner mittellosen Familie zu unterrichten. Später schickten ihn die Ordensbrüder auf ihre Schule in Tarascon-sur-Ariège und an das Institut Catholique in Toulouse. In Toulouse kam er in Kontakt mit dem Universitätsprofessor für Chemie Édouard Filhol, was zu einer ersten gemeinsamen Publikation 1881 führte. Nach dem Abschluss 1883 wurde er am Institut Catholique Professor und Direktor der Ecole Superieure de Science, die er am Institut Catholique gründete. Damals befasste er sich mit der Analyse der Mineralquellen von Bagnères de Bigorre und Problemen des Weinbaus (Methoden zur Wärmeerzeugung für die Rebstöcke, Mittel gegen Mehltau und Reblaus u. a.) 1888 erhielt er einen Doktorgrad in Philosophie (wahrscheinlich von der Gregoriana in Rom). 1892 wurde er in Toulouse in Chemie promoviert  wozu ihn Paul Sabatier angeregt hatte. Ab 1914 arbeitete er in der Industrie in Vitry-sur-Seine (in der Pharma-Firma der Gebrüder Poulenc, mit denen er auch später verbunden blieb) und ab 1922 in einem eigenen Labor in seinem Heimatort Barbachen.
Seine Zusammenarbeit mit Sabatier über katalytische Hydrierung begann 1892 und dauerte bis 1907. Zuerst hydrierten sie Ethen (mit Nickel als Katalysator), dann Benzole (zu Cyclohexan) und Nitrobenzole (zu Cyclohexalamin) und verwandte Aromate, Aldehyde, Ketone und Glyceride (Patent 1903). Auch der Sabatier-Prozess wurde von beiden entwickelt (Herstellung von Methan aus Kohlenmonoxid und Kohlendioxid). 1911 kam es zum Bruch zwischen beiden, nachdem Senderens las, dass ihn Sabatier bei einem Vortrag in Berlin als Schüler und Mitarbeiter bezeichnete. Nachdem Sabatier für die gemeinsame Arbeit den Nobelpreis bekam (geteilt mit Victor Grignard) bemühte er sich um Annäherung, die ihm Senderens auch äußerlich gewährte. Der Nobelpreis an Grignard und Sabatier war der erste geteilte Chemienobelpreis und Grignard selbst bedauerte, dass er nicht noch weiter geteilt wurde (zwischen Sabatier und Senderens einerseits und bei ihm selbst mit seinem Lehrer Philippe Barbier).
Senderens experimentierte später mit seinem Freund Jean Aboulenc. In den 1920er Jahren war er einer der ersten Forschungsdirektoren der Caisse nationale des Sciences.
Ab 1907 befasste er sich mit Dehydrierung, wobei er Aluminium-haltige Katalysatoren verwendete, und ab 1918 mit Hydrierung in flüssiger Phase.
Er veröffentlichte auch theologische und philosophische Schriften, insbesondere zur Verbindung von Wissenschaft und Glauben.
1905 erhielt er den Prix Jecker der Academie des Sciences mit Sabatier. 1920 wurde er Ehrenmitglied der Royal Society of Chemistry und 1922 korrespondierendes Mitglied der Academie des Sciences. 1923 wurde er Ritter der Ehrenlegion.
Nach Sabatier und Senderens sind zwei benachbarte Berge (Mount Senderens und Mount Sabatier) in Südgeorgien benannt.

## Schriften
- mit Duilhé de Saint Projet: Apologie Scientifique de la foi Chrétienne. 1921.
- Création et Evolution. Bloud et Gay, 1928.